# Insula Gârla Mare
Insula Gârla Mare sau Ostrovul Gârla Mare este situată pe Dunăre, în dreptul localității Gârla Mare. Cu lungimea de cca. 1,50 km, o lățime maximă de 700 de metri și o suprafață de 89,40 ha, insula are un sol nisipos-pietros, cu pâlcuri de pădure unde predomină specia arboricolă de răchită albă, Salix alba și de plop.
Ca încadrare teritorial-administrativă aparține comunei Gârla Mare din județul Mehedinți, Oltenia, România.

## Vezi și
- Listă de insule în România

## Legături externe
- Poziția pe hartă - wikimapia.org
- Reconstrucția ecologică a zonelor umede, o soluție împotriva inundațiilor ignorată de autorități - green-report.ro, accesat pe 15 octombrie 2016